# Amalarich

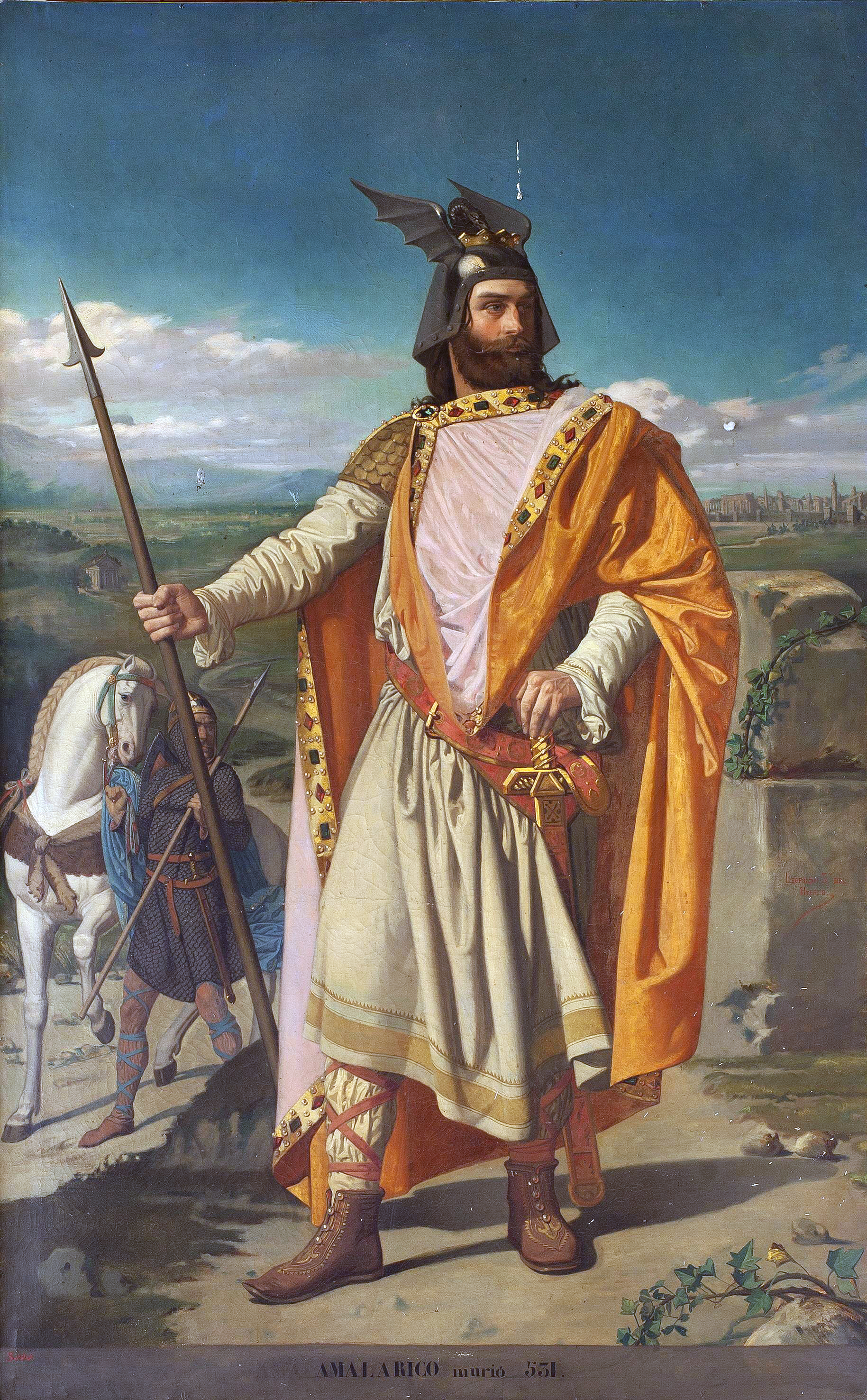
Porträt von Amalarich († 532), König der Westgoten

Amalarich (* 502; † 531 in Barcelona) war von 511 bis 531 König des Westgotenreiches.

## Leben
Amalarich war ein Sohn König Alarichs II. und einer Tochter von Theoderich dem Großen. Er war noch ein Kind, als sein Vater 507 in der Schlacht von Vouillé gegen den Frankenkönig Chlodwig I. fiel. Zu Beginn seiner Herrschaft übernahm sein Großvater Theoderich der Große durch einen Statthalter namens Theudis die Vormundschaft. 522 wurde Amalarich zum König erklärt, und nach dem Tode Theoderichs erhielt er die volle königliche Macht auf der Iberischen Halbinsel und in Septimanien. Die Provence ging an seinen Cousin Athalarich. Amalarich heiratete 526/527 Chlothilde, eine Tochter von Chlodwig I. und Chrodechild. Er war Anhänger des Arianismus und versuchte, auch mit Misshandlungen, seine Gemahlin von ihrem katholischen Glauben abzubringen. Dies nahm der katholische Frankenkönig Childebert I. zum Anlass, das Westgotenreich anzugreifen. In der Schlacht bei Narbonne besiegte Childebert I. die Truppen Amalarichs. Dieser floh nach Barcelona und wurde dort von den eigenen Leuten 531 ermordet. Mit seinem Tod erlosch das Geschlecht der Balthen, das seit Alarich I. die westgotischen Könige gestellt hatte. Neuer König der Westgoten wurde Theudis.